# Pärlälven
Der Pärlälven ist ein Fluss in der schwedischen Provinz Norrbottens län.
Der Fluss hat seine Quelle westlich des Sees Peuraure in der Gemeinde Arjeplog. Sein Flusslauf liegt überwiegend innerhalb der Gemeinde Jokkmokk. Der Pärlälven fließt in überwiegend östlicher Richtung. Dabei durchfließt er die Seen Peuraure, Karats und Piertinjaure. Schließlich mündet er wenige Kilometer westlich vom Ort Jokkmokk in den See Purkijaure, welcher vom Lilla Luleälven durchflossen wird. Die Flusslänge beträgt 139 km. Das Einzugsgebiet umfasst 2296 km².
Der Pärlälven ist beliebt bei Anglern. Im 19. Jahrhundert gab es im Fluss noch zahlreiche Flussperlmuscheln. Davon leitet sich der Name des Flusses, zu deutsch „Perlfluss“, ab.